# Willi Ninja
Willi Ninja, pseudonimo di William Roscoe Leake (New Hyde Park, 12 aprile 1961 – New York, 2 settembre 2006), è stato un ballerino e coreografo statunitense, noto per la sua interpretazione in Paris Is Burning.
Considerato come un'icona e padrino del voguing ed esponente di spicco della ball culture, attirò l'attenzione della regista Jennie Livingston, che lo scelse come interprete della sua pellicola.

## Filmografia

### Cinema
- Paris Is Burning (1990)
- Anthem (1991)

## Televisione
- The Joan Rivers Show, 1991 (ospite)